# Otto Ludwig
Otto Ludwig (Eisfeld, 11. veljače 1813. – Dresden, 25. veljače 1865.), njemački književnik.
Autor je drama "Nasljedni šamar", "Makabejci" i dr., ali veću vrijednost imaju njegove realističke pripovijetke ("Između neba i zemlje"). U djelu "Rasprave o Shakespeareu" raspravlja o osnovnim problemima dramskog pjesništva.